# Leucania dubiosa
Leucania dubiosa là một loài bướm đêm trong họ Noctuidae.